# Kim Song-min
Kim Song-min, (* 29. června 1987 Jangdžu) je korejský zápasník–judista, olympionik a mistr Asie.

## Sportovní kariéra
S judem začínal na základní škole v Čondžu. V jihokorejské reprezentaci se prosazuje od roku 2008 jako student univerzity v Jonginu. V roce 2012 si vybojoval nominaci na olympijské hry v Londýně na úkor Kim Su-hwana a Čo Ku-hama. V prvním kole sice krásným pravým harai-goši poslal na ippon amatérského sportovce z Filipín, od druhého kole však zápasil pouze v úchopu. Ve čtvrtfinále dokázal v boji o úchop přeprat Igora Makarova z Běloruska, ale v semifinále jeho taktické judo na Francouze Teddy Rinera nestačilo. V boji o třetí místo v zápase s Brazilcem Rafaelem Silvou dostal v nastavení za pasivitu druhé šido a skončil na 5. místě. V roce 2016 se v těžké váze kvalifikoval na olympijské hry v Riu jako jediný jihokorejský judista. Vypadl ve druhém kole s Nizozemcem Royem Meyerem potom co neodhadl svůj nástup do ko-soto-gake a nechal se chytit do osae-komi.
Kim Song-min je pravoruký judista, jeho osobní technika je harai-goši případně některé z aši-waza (sasae), proti vyšším soupeřům umí zaútočit i technikou seoi-nage nebo sambistickou variatou uki-waza.

### Vítězství
- 2010 - 2x světový pohár (Suwon, Kano Cup)
- 2011 - 2x světový pohár (Ulánbátar, Abú Zabí)
- 2012 - 1x světový pohár (Kano Cup)
- 2013 - 3x světový pohár (Budapešť, Kano Cup, Čedžu)
- 2015 - 1x světový pohár (Abú Zabí)

## Výsledky

### Váhové kategorie
| Olympijské hry    |    |   | — |   |     |    | 5. |   |    |    | úč. |     |  |  |  |  |  |  |  |  |  |  |  |  |  |  |  |  |  |  |
| Mistrovství světa |    | — |   | — | úč. | 3. |    | — | —  | 5. |     | úč. |  |  |  |  |  |  |  |  |  |  |  |  |  |  |  |  |  |  |
| Asijské hry       | —  |   |   |   | —   |    |    |   | 3. |    |     |     |  |  |  |  |  |  |  |  |  |  |  |  |  |  |  |  |  |  |
| Mistrovství Asie  |    | — | — | — |     | 2. | 3. | — |    | —  | 5.  | 1.  |  |  |  |  |  |  |  |  |  |  |  |  |  |  |  |  |  |  |
| Univerziáda       |    | — |   | — |     | —  |    | — |    | —  |     |     |  |  |  |  |  |  |  |  |  |  |  |  |  |  |  |  |  |  |
| MS juniorů        | 5. |   |   |   |     |    |    |   |    |    |     |     |  |  |  |  |  |  |  |  |  |  |  |  |  |  |  |  |  |  |

### Bez rozdílu vah
| Mistrovství světa |   | — | —  |    | úč. | 5. |  |    |  |   |  | — |  |  |  |  |  |  |  |  |  |  |  |  |  |  |  |  |  |  |
| Asijské hry       | — |   |    |    | —   |    |  |    |  |   |  |   |  |  |  |  |  |  |  |  |  |  |  |  |  |  |  |  |  |  |
| Mistrovství Asie  |   | — | 1. | —  |     |    |  |    |  |   |  |   |  |  |  |  |  |  |  |  |  |  |  |  |  |  |  |  |  |  |
| Univerziáda       |   | — |    | 1. |     | 1. |  | 3. |  | — |  |   |  |  |  |  |  |  |  |  |  |  |  |  |  |  |  |  |  |  |